# Homoeomma elegans
Homoeomma elegans är en spindelart som först beskrevs av Gerschman och Rita Delia Schiapelli 1958.  Homoeomma elegans ingår i släktet Homoeomma och familjen fågelspindlar. Inga underarter finns listade i Catalogue of Life.